# NGC 2285
NGC 2285 في الفهرس العام الجديد، هي مجرة، تقع في كوكبة التوأمان. اكتشفت في 20 أبريل 1865 بواسطة هاينريش لويس دريست.

## روابط خارجية
- NGC 2285 على موقع ويكي سكاي: DSS2, SDSS, GALEX, IRAS, Hydrogen α, X-Ray, Astrophoto, Sky Map, Articles and images